# Code socken
Code socken (lettiska: Codes pagasts) är ett administrativt område i Bauska kommun i Lettland.